# TRON Lightcycle Power Run
TRON Lightcycle Power Run (Mandarijn: 创极速光轮) is een attractie in het Chinese attractiepark Shanghai Disneyland en in het Amerikaanse attractiepark Magic Kingdom. Het is een stalen motorfietsachtbaan, die gethematiseerd is naar de films TRON en TRON: Legacy en waarin gasten meedoen in een zogenaamde lightcycle power run. De attractie wordt gesponsord door Chevrolet.

## Locaties

### Shanghai Disneyland
De achtbaan opende 16 juni 2016 in het themagebied Tomorrowland.
Gasten betreden de attractie nadat ze onder de glazen overkapping zijn gelopen (die 's nachts door van kleur veranderende verlichting wordt uitgelicht) via de zijgevel van het gebouw, waar de wachtrij begint. Deze wachtrij loopt onder andere boven de ruimte waar de achtbaantreintjes gelanceerd worden, met uitzicht op de lancering zelf. Na enkele kamers loopt de wachtrij dan de stationsruimte in, waar twee opstapstations zijn te vinden die door middel van een wissel voor en na het opstappen allebei gebruikt kunnen worden. Gasten stappen vervolgens in een achtbaankarretje op een van de twee opstapstations.
Als de treintjes het station uitrijden, komen ze terecht in de lanceerruimte. Na een korte stilstand wordt het achtbaantreintje dan gelanceerd en rijdt het treintje het gebouw uit om buiten verder te gaan onder de glazen overkapping. Na een grote bocht rijdt het treintje vervolgens bovenin het gebouw weer binnen, vervolgd door enkele bochten. Op de wanden van het gebouw en op schermen worden verschillende films geprojecteerd, die suggereren dat gasten tegen een ander team aan het racen zijn (met geel gekleurde motorfietsen). In de laatste bocht wordt een projectie vertoond waarin de lightcycles van het gele team van de baan vallen, wat wil zeggen dat het team van de gasten heeft gewonnen. Daarna rijdt het achtbaantreintje de remmen in, om vervolgens een van de twee uitstapstations binnen te rijden. Daar kunnen gasten uitstappen en de attractie via de souvenirwinkel, Power Supplies, verlaten.

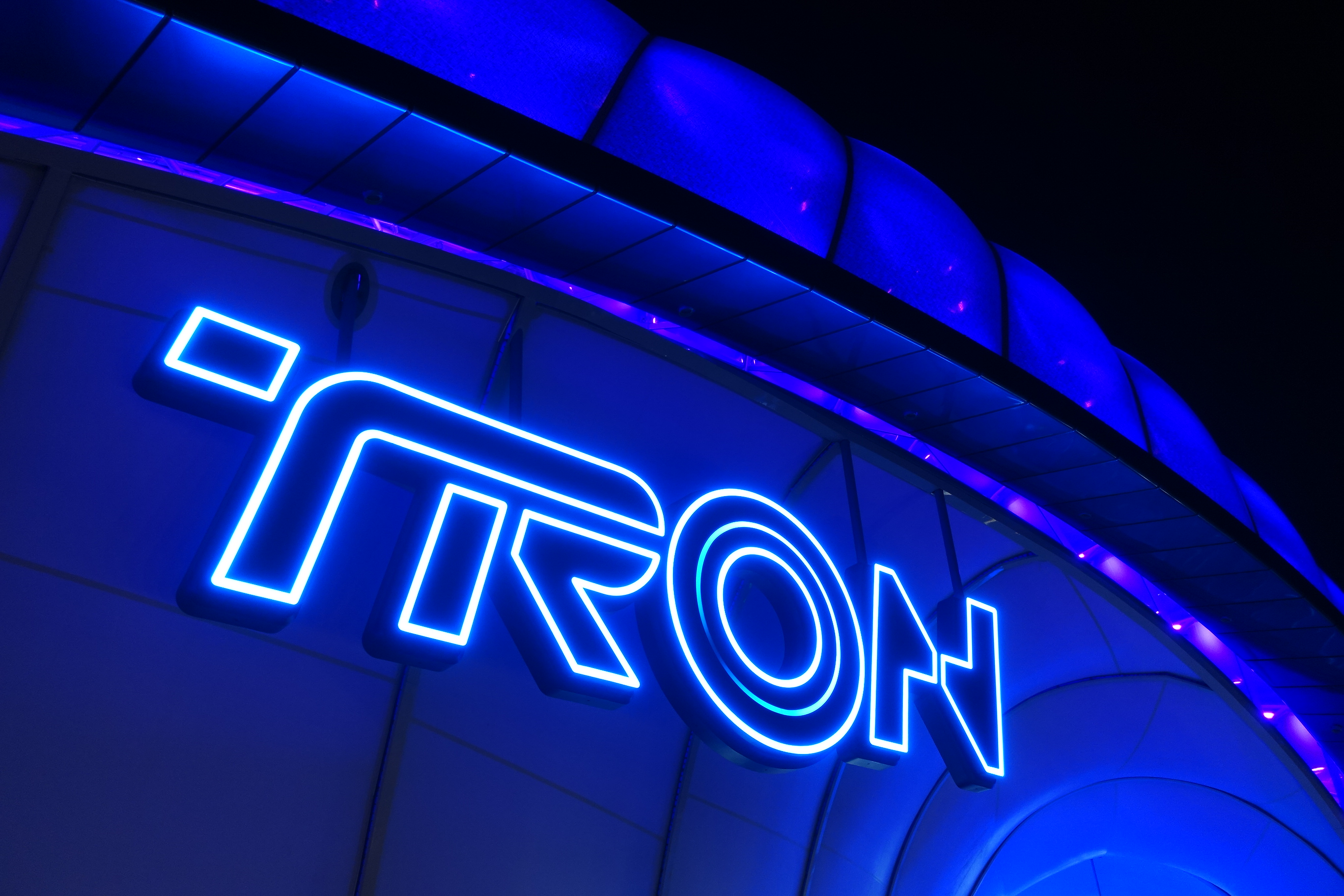
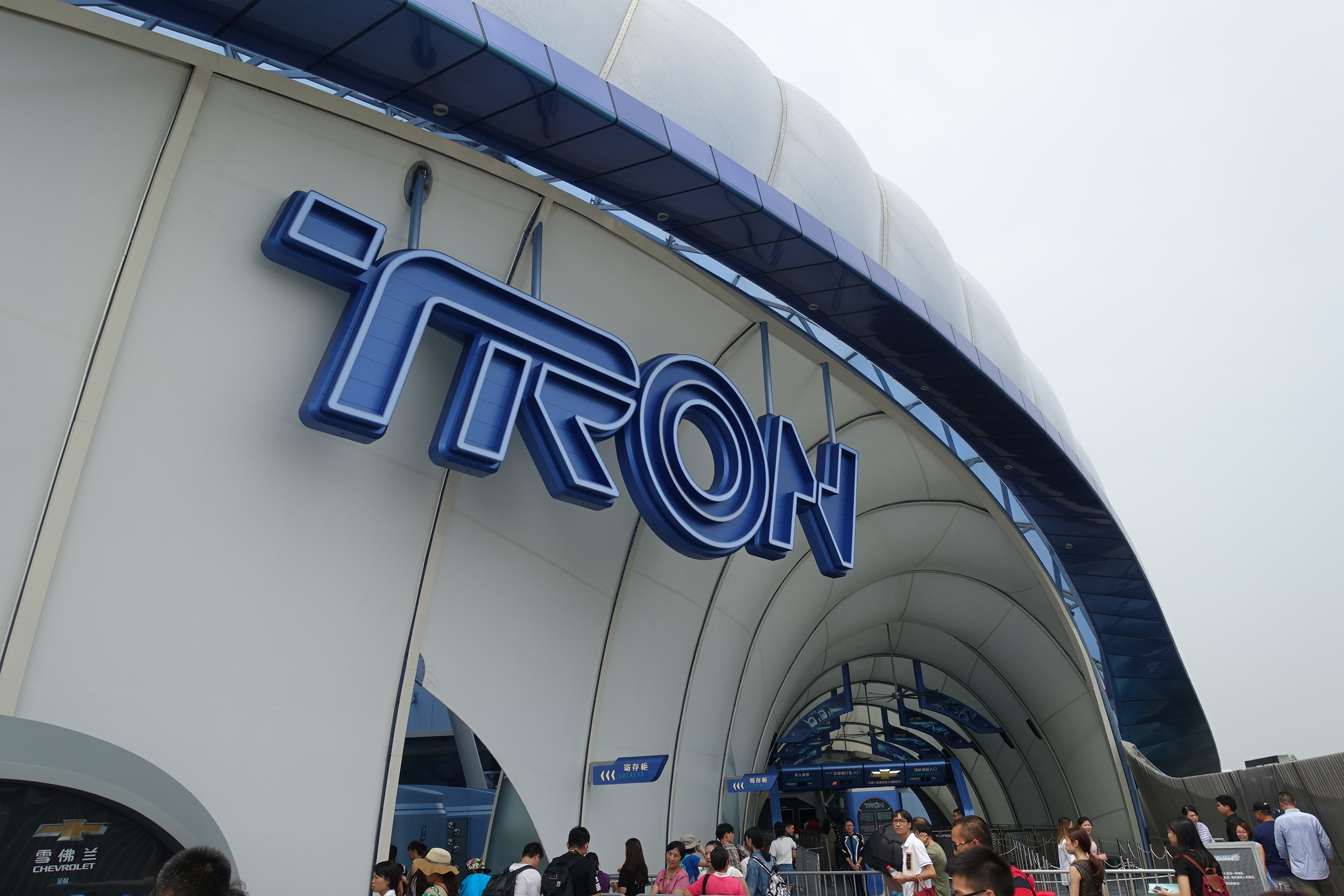
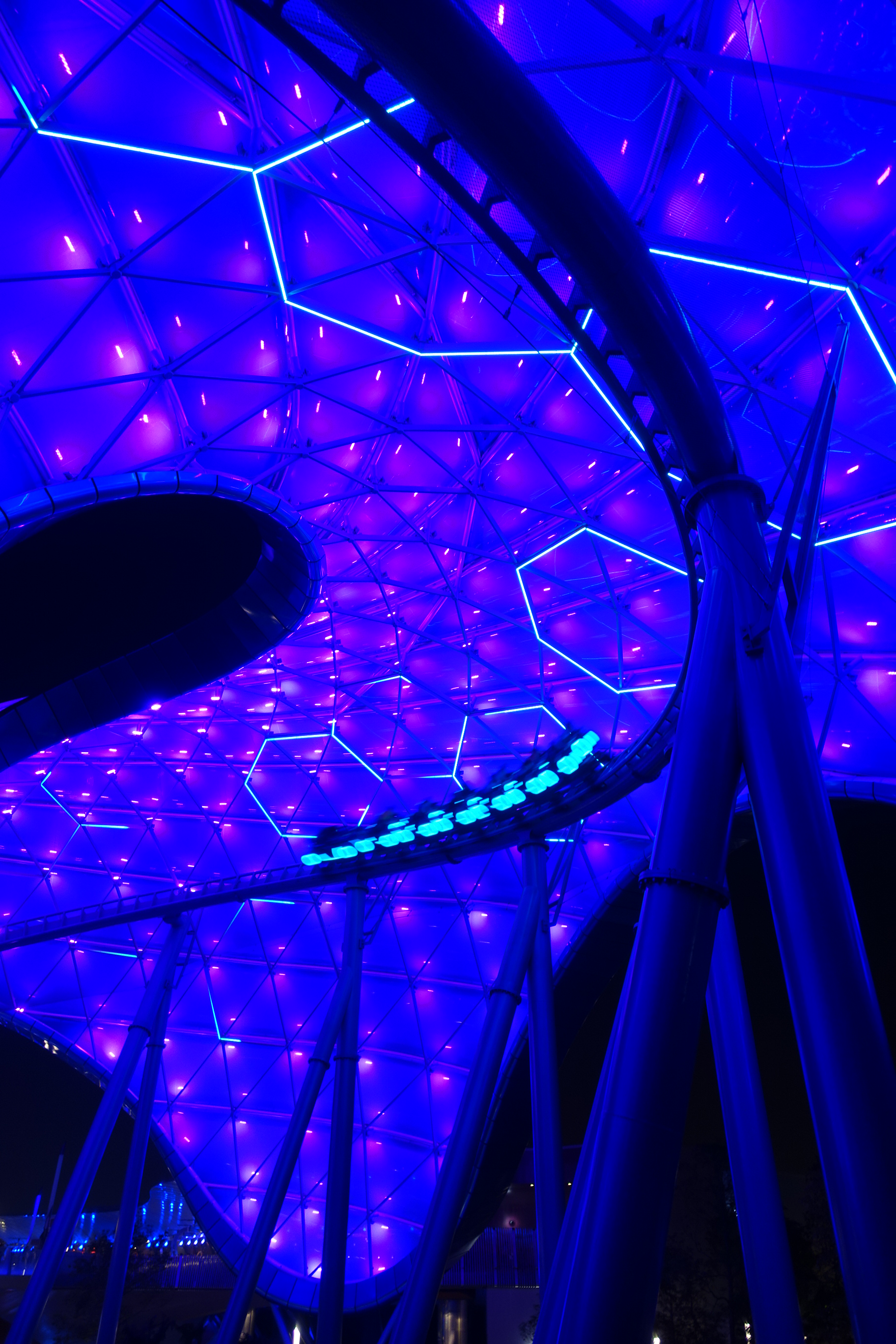
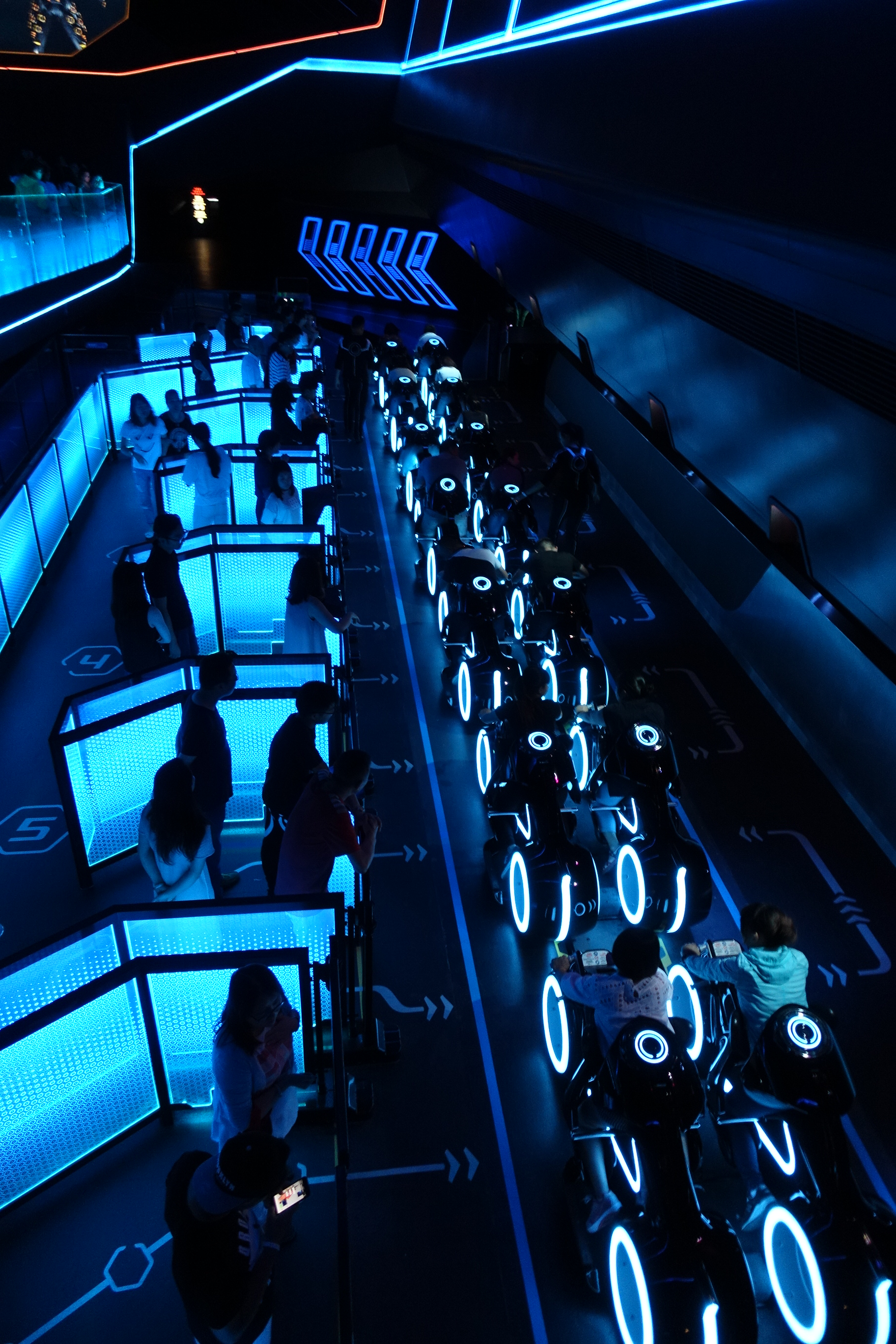
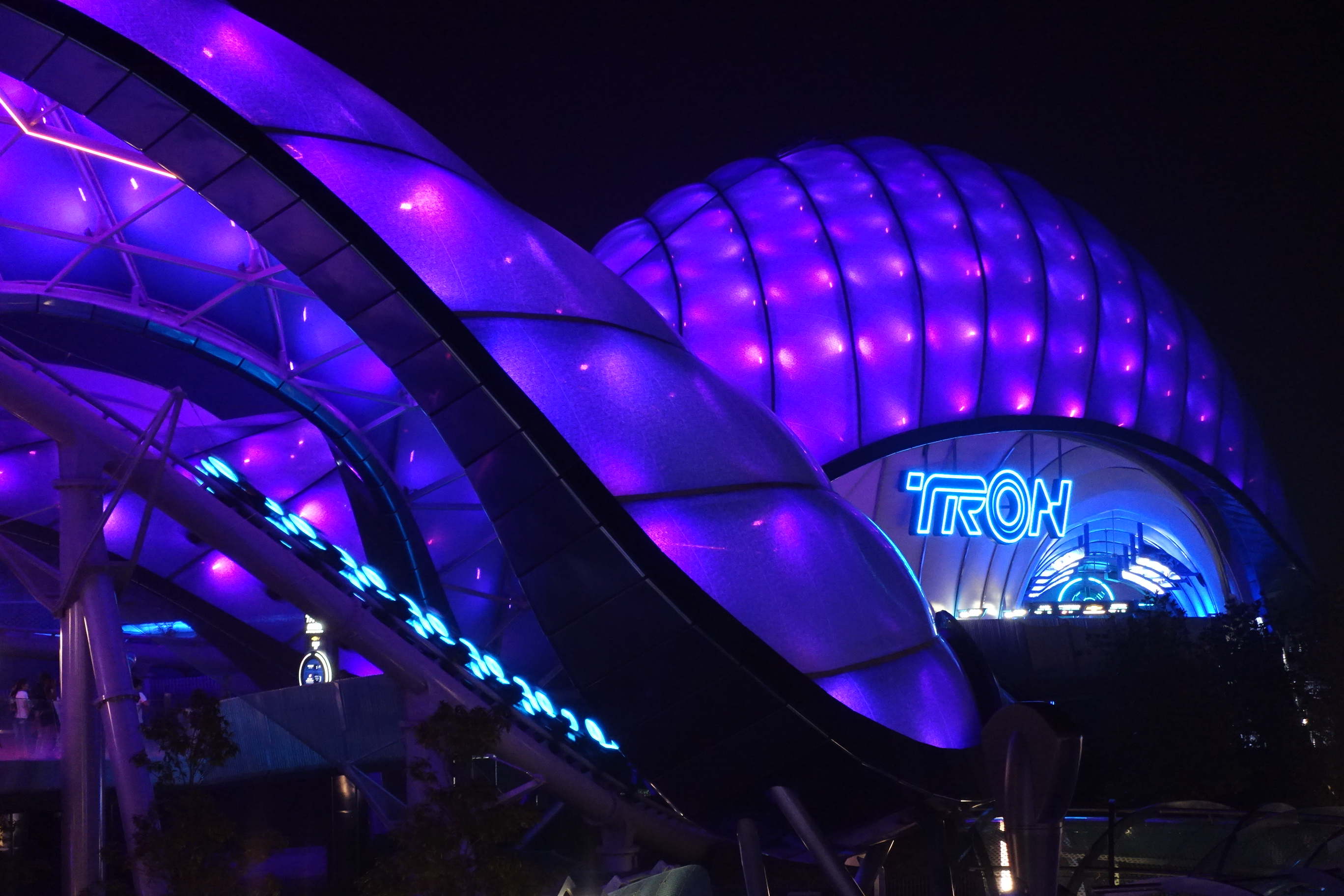
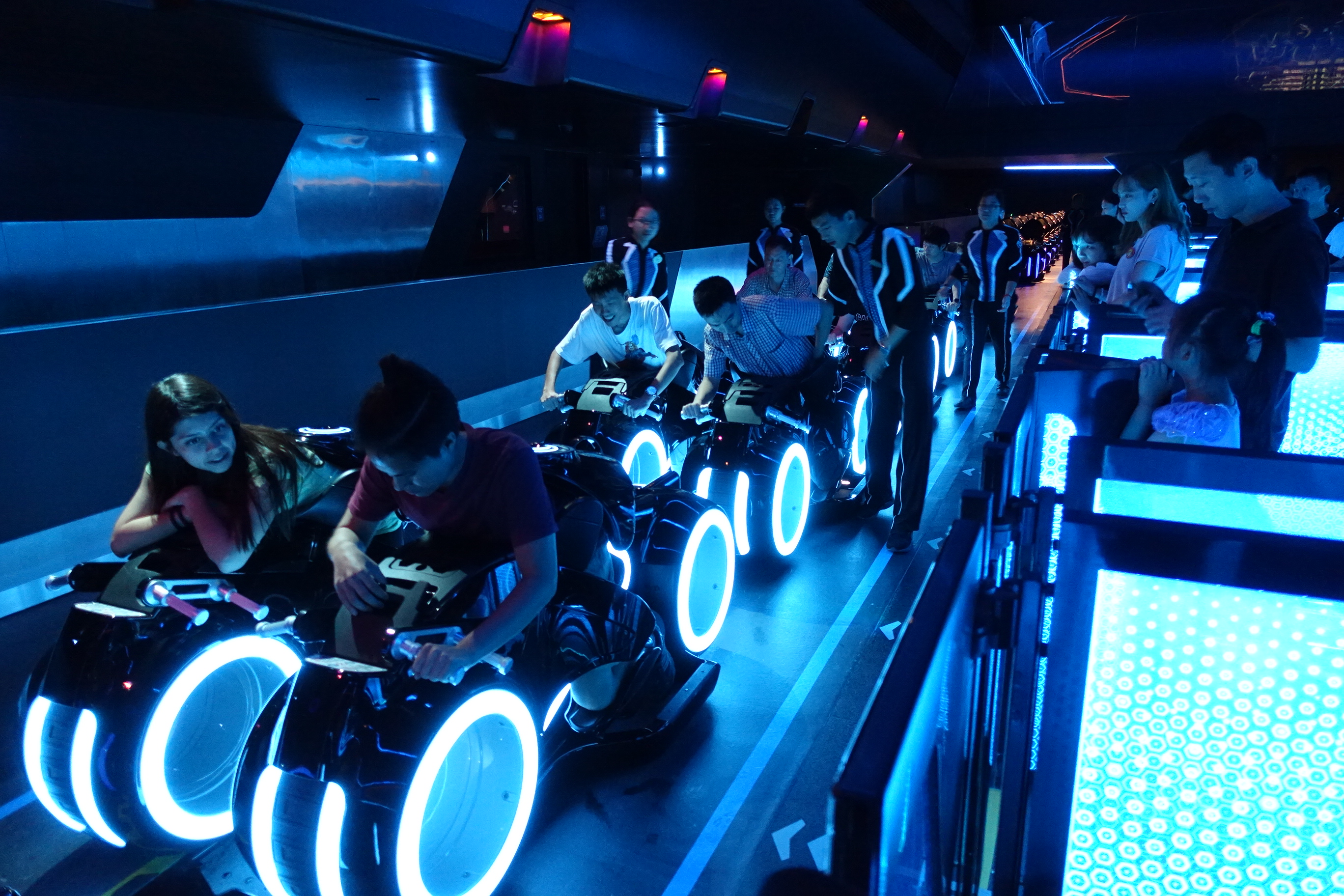

### Magic Kingdom
Op 15 juli 2017 werd er op de D23 Expo aangekondigd dat TRON Lightcycle Power Run ook aan het Magic Kingdom wordt toegevoegd, met een geplande opening in 2021 voor het 50-jarig jubileum van het Walt Disney World Resort. Deze opening werd echter vanwege de coronapandemie die in 2020 uitbrak verplaatst naar 4 april 2023. De rit is hier hetzelfde als in Shanghai met als enige verschil dat het geprojecteerde andere team rood gekleurde motorfietsen heeft.